# Handelshof (Leipzig)
Der Handelshof ist ein ehemaliges Messehaus in der Innenstadt von Leipzig, das heute größtenteils als Hotel genutzt wird. Es steht in unmittelbarer Nähe zum Alten Rathaus an der Ostseite des Naschmarktes und nimmt einen ganzen Häuserblock zwischen Naschmarkt, Grimmaischer Straße, Reichsstraße und Salzgäßchen ein.

## Geschichte

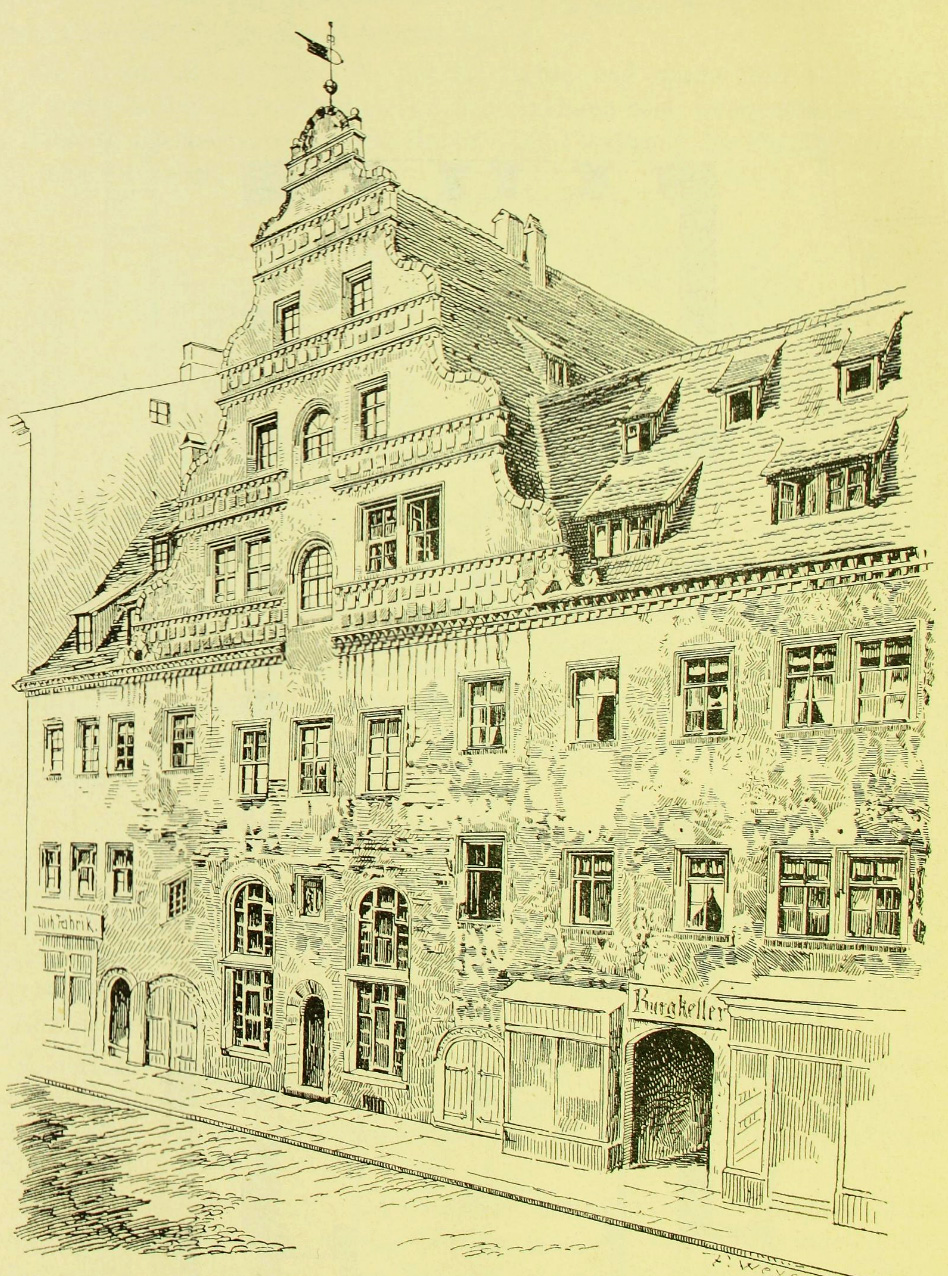
Die Fleischbänke in der Reichsstraße um 1896 (für den Bau des Handelshofs abgerissen)

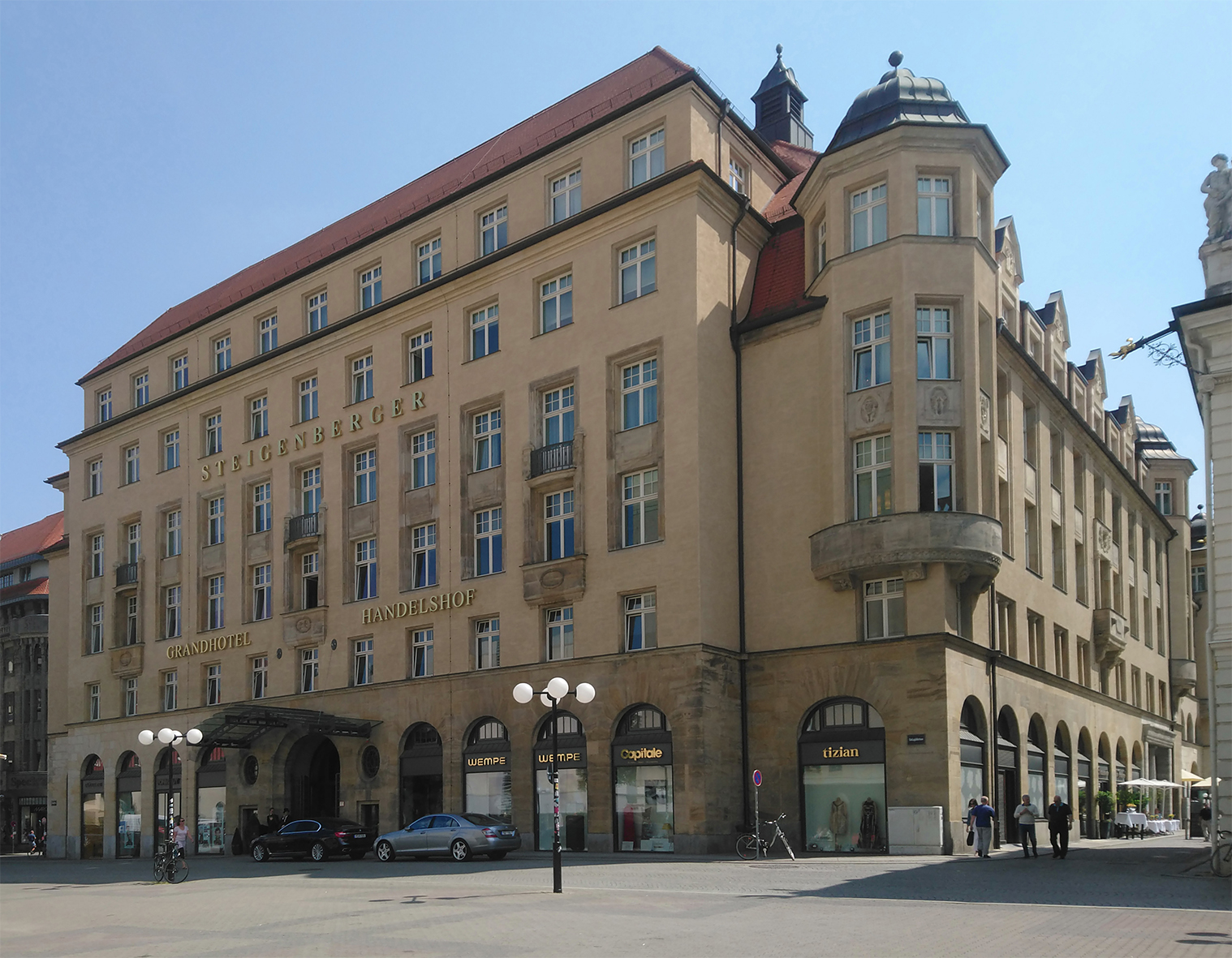
Nordseite des Handelshofs vom Salzgäßchen aus, 2018

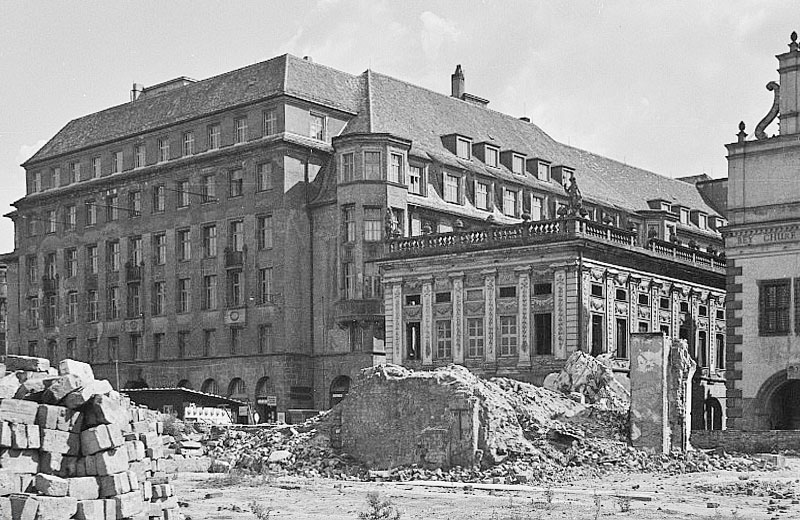
Nordseite des Handelshofs (links), Alte Handelsbörse (Mitte) und Altes Rathaus (rechts angeschnitten) im Jahr 1950

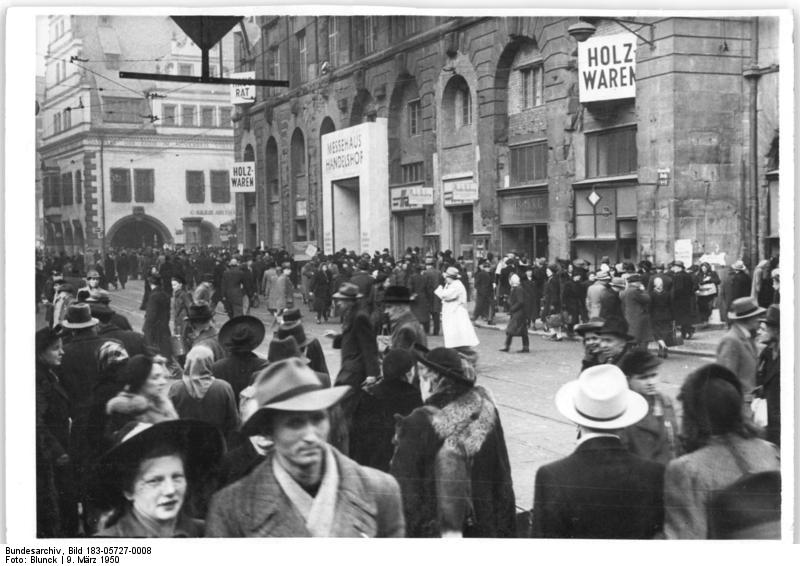
Die notdürftig reparierte Fassade des Messehauses Handelshof in der Grimmaischen Straße im Jahr 1950 bei der Leipziger Frühjahrsmesse.

Der Handelshof wurde in den Jahren 1908 und 1909 als zweites Mustermessehaus nach dem Städtischen Kaufhaus im Auftrag der Stadt Leipzig erbaut.
Von 1565 bis 1907 befand sich auf dem kleinteilig parzellierten Areal mit einer Breite von etwa 52 und einer Tiefe von etwa 84 Metern der mehrfach umgebaute sogenannte Burgkellerblock mit dem namensgegebenen Burgkeller sowie unter anderem den städtischen Fleisch- und Brotbänken. Die Stadt hatte es bereits ab 1874 nach und nach aufgekauft, da dort zunächst das Neue Rathaus entstehen sollte, das dann aber an Stelle der Pleißenburg errichtet wurde. 1905 wurde ein Architekturwettbewerb für den Handelshof-Neubau ausgelobt, in dem der Entwurf der Leipziger Architekten Georg Weidenbach und Richard Tschammer (Büro Weidenbach und Tschammer) mit dem ersten Preis prämiert wurde. Hierbei sollte sich angesichts der zentralen Lage der Fläche in der Innenstadt und den umliegenden Barock- und Renaissancebauten der Entwurf möglichst harmonisch in das historische Altstadtbild integrieren. Bis zum Baubeginn 1907 wurde die teilweise Jahrhunderte alte Vorbebauung abgerissen.
Nach dem Entwurf von Weidenbach und Tschammer entstand ein großzügiger, aufwändig gestalteter und repräsentativer Bau. Der Handelshof war in Erd-, Zwischen- und drei Obergeschosse gegliedert, umschloss zwei große Lichthöfe und bekam Ausgänge zu den vier angrenzenden Straßen bzw. zum Naschmarkt. Dort wurde die Fassade durch acht Meter hohe Rundbögen gegliedert und war im Zeitgeist mit historisierenden Architekturmotiven und mit reicher Bauplastik des Leipziger Bildhauers Bruno Wollstädter versehen. Das Erdgeschoss war von Beginn an größtenteils für den Einzelhandel vorgesehen. In den Obergeschossen, die lediglich durch massive Stahlbetronträger getragen werden, waren mehr als 300 kleinere und variabel gestaltbare Bereiche für Messeaussteller zu finden. Die gesamte Ausstellungsfläche betrug etwa 9.000 Quadratmeter.
Der Ausstellerschwerpunkt lag im Bereich der Textilien und Haushaltswaren. An der Seite des Salzgäßchens wurde der Handelshof 1925 aufgestockt, vor allem die ursprüngliche Dachkonstruktion bekam hier dadurch ein neues Aussehen.
Nach dem schweren Luftangriff auf Leipzig am 4. Dezember 1943 wurde das Gebäude erheblich beschädigt und brannte teilweise aus, wurde aber schon kurz nach Ende des Zweiten Weltkriegs zumindest provisorisch wiederhergestellt. Die komplette Wiederherstellung zog sich bis in die 1960er Jahre hin, begleitet durch äußerlich sichtbare Umbauten. Die Fassadengestaltung vor allem im Erdgeschoss wurde im Zeitgeschmack nach einem Entwurf von Rudolf Rohrer vereinfacht, einhergehend mit dem Entfernen eines Teils des alten bauplastischen Schmucks. Die zerstörten Turmaufbauten wurden nicht wieder hergestellt. Der Handelshof diente weiterhin als Messepalast, ausgestellt wurden in der DDR vor allem Rundfunk- und Fernsehgeräte.
Die letzte Messe im Handelshof fand 1991 statt, im gleichen Jahr kaufte die Leipziger Messe das Gebäude. Von 1998 bis 2004 diente der Handelshof  auf der Seite der Grimmaischen Straße als Interim für das Museum der bildenden Künste, als dessen Neubau entstand. Die Leipziger Messe hat den Handelshof im Juli 2005 an ein Joint Venture verkauft, das aus der Leipziger Stadtbau AG und dem britischen Finanzinvestor Patron Capital bestand und als Handelshof GmbH firmierte. Diese ließ den Handelshof von 2007 bis 2011 denkmalgerecht sanieren. Im Juni 2011 wurde der Verkauf der Immobilie an einen deutschen Investor bekannt gegeben. Zwei Monate zuvor, am 14. April 2011, wurde in dem ehemaligen Messehaus das Steigenberger Grandhotel Leipzig mit 163 Zimmern, 13 Suiten, einer Präsidentensuite, Veranstaltungsräumen und einem Restaurant eröffnet. Das Erdgeschoss beherbergt wie schon in der ursprünglichen Konzeption vorgesehen Einzelhandelsgeschäfte und Restaurants.